# Mulay Hisham
Mulay Hisham ibn Muhammad (àrab هشام بن محمد) fou sultà del Marroc de la dinastia alauita.
Davant la impopularitat del seu germà Mulay Yazid, es va revoltar a Marraqueix el 10 de desembre de 1790 i es va proclamar sultà. El 1791 la lluita fou intensa i els seguidors de Hisham foren perseguits per Yazid. Aquest es va acostar a Marraqueix i les forces dels dos germans es van enfrontar no lluny de la ciutat. Hisham va aconseguir la victòria i Yazid va morir (23 de febrer de 1792). El seu germà Mulay Abd al-Rahman ibn Muhammad s'havia apoderat de Tafilalt i es va mantenir al Sus fins a la seva mort. Un altre germà, Mulay Sulayman es va revoltar a Fes a la mort de Yazid, i encara un altre, Mulay Maslama ibn Muhammad es va rebel·lar a la part nord-est del país.
Hisham és considerat un home devot i un líder honest poc interessat pel poder del qual aviat es va cansar. El gener del 1795 va abdicar en el seu germà rebel Sulayman per evitar la guerra, però a l'octubre els seus partidaris el van pujar de nou al tron, en oposició a Sulayman. Sense interès pel càrrec, en saber la mort de Mulay Abd al-Rahman de Tafilalt i el Sus, i sense suports Mulay Maslama, va abdicar definitivament el 29 de novembre de 1797 deixant via lliure al seu germà com a únic sultà, i es va retirar a Meknès on va morir de malaltia l'11 d'agost de 1799, sent enterrat al mausoleu alauita de Marraqueix.
Va deixar quatre fills dels quals dos van morir a Marraqueix al començament del 1793, un altre, Mulay Muhammad al-Mamun bin Hisham, fou el seu khalifa a Marraqueix, i el fill gran Mulay Abd al-Rahman ben Hisham fou sultà (1882-1859).